# Bruno Coquatrix
Pour l’article ayant un titre homophone, voir Brunococatrix.
Cet article possède un paronyme, voir Cocatrix.
Pour les articles homonymes, voir Coquatrix.
Bruno Coquatrix, né le 4 août 1910 à Ronchin (Nord) et mort le 1er avril 1979 à Paris, est un directeur de salle de spectacle français. Il est directeur général de l'Olympia de Paris de 1954 à 1979.

## Biographie

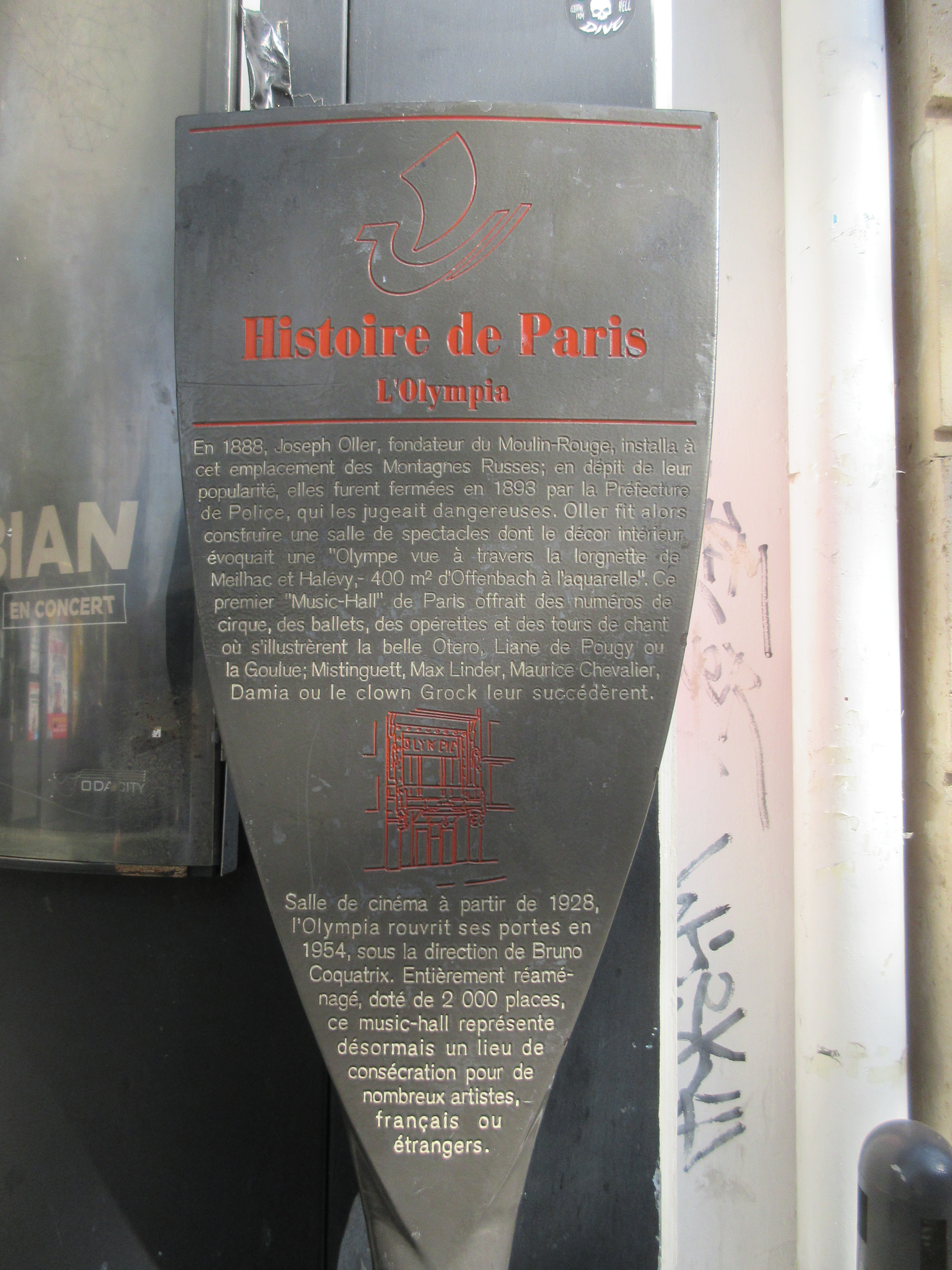
Panneau Histoire de Paris
« L'Olympia ».

Bruno Coquatrix est né à Ronchin, dans le département du Nord, en 1910, de Henri Jules Coquatrix, représentant de commerce, né en 1879 à Saint-Leu d'Esserent, dans l'Oise, et d'Angélique Honorine Roux, née en 1877 à Erquelinnes, en Belgique. Ses parents étaient alors domiciliés à Lille. Son père décède six mois plus tard et sa mère ouvre alors une mercerie à Neuilly-sur-Seine (à leur mariage, en 1907, elle était institutrice à Paris).
Condisciple d'Alexandre Vexliard et d'Henri Troyat au lycée Pasteur de Neuilly, il y découvre la musique, commence à jouer du saxophone et participe, pour un temps, à un petit orchestre.
Il se fait d'abord remarquer comme auteur et compositeur. Il écrit plus de 300 chansons, dont
Un baiser (avec Pierre Bourgeois, 1935), Mon ange (1940), Clopin-clopant (avec Pierre Dudan, 1947) et Cheveux dans le vent (avec Jacques Chabannes, 1949). On lui doit également plusieurs opérettes, dont deux en 1946 et 1948 (La Bonne Hôtesse et Le Maharadjah) avec Bourvil .
En 1941 il adhère à la Sacem, dont il deviendra sociétaire en 1945.
Le 6 janvier 1947 il épouse Paulette Possicelsky.
Il est également l'imprésario de vedettes de la chanson telles que Jacques Pills et Lucienne Boyer.
Après avoir dirigé Bobino il prend en 1954 la direction de la salle de l'Olympia, le plus grand music-hall d'Europe. Il y engage toutes les célébrités de la chanson de l'époque ; parmi elles Gilbert Bécaud, Georges Brassens, Jacques Brel, Annie Cordy, Dalida, Johnny Hallyday, Yves Montand, Édith Piaf, Ewa Demarczyk ou encore Violetta Villas. Il est également l'un des créateurs de la marque de disques Versailles.
En 1956 André Thiers, Maître des requêtes au Conseil d'État et maire de Cabourg, lui demande de prendre la direction du casino de la ville, espérant qu'il contribue au dynamisme de la ville et à sa publicité en y faisant venir des vedettes. Lui-même deviendra maire de cette ville, de 1971 à sa mort en 1979.

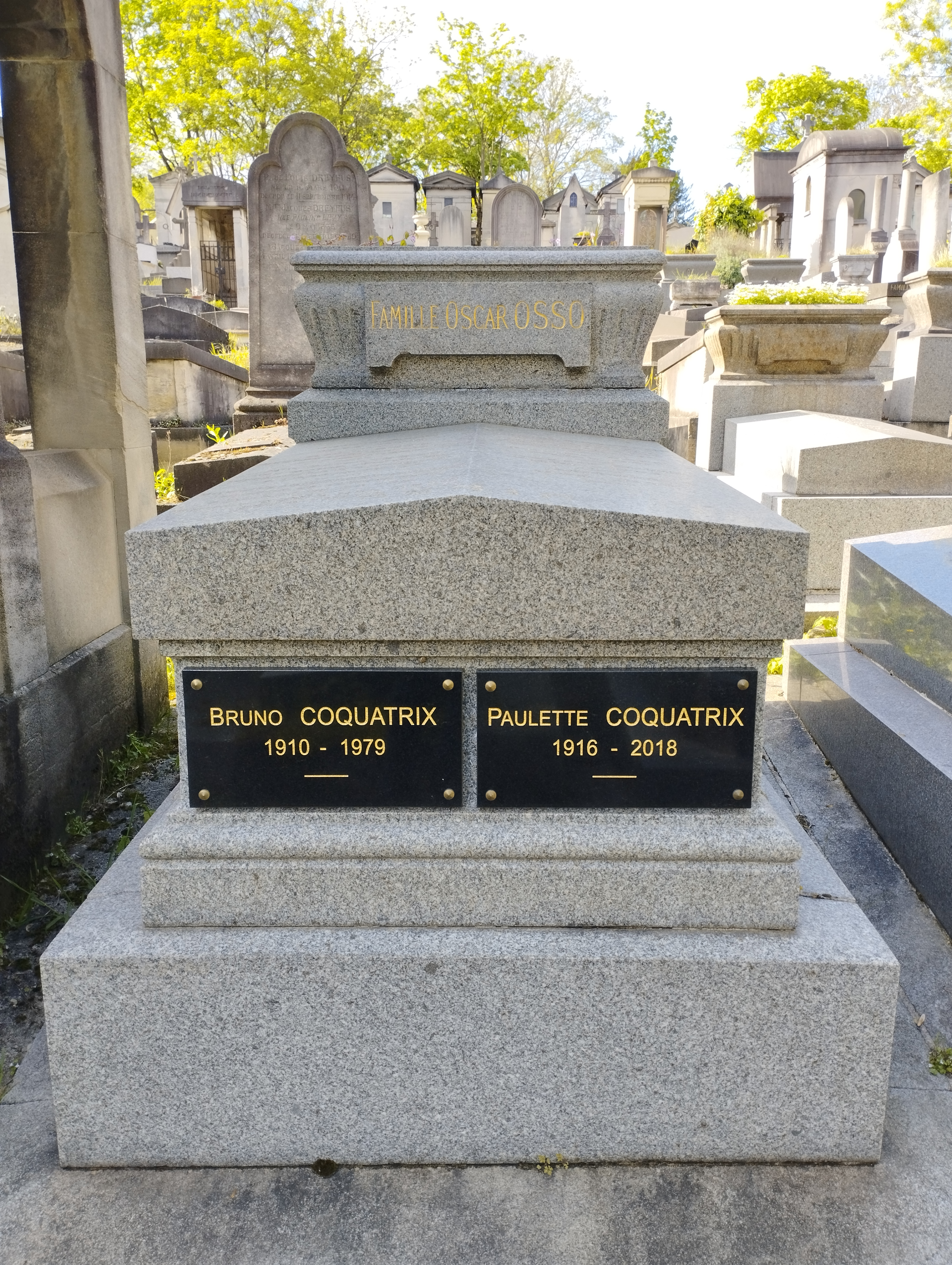
Tombe de Bruno Coquatrix au cimetière du Père-Lachaise (division 96).

À sa mort, son neveu Jean-Michel Boris reprend la direction générale de l'Olympia de 1979 à 2001.
Il est inhumé au cimetière du Père-Lachaise (96e division).
Sa veuve Paulette Coquatrix meurt le 28 mai 2018, à l'âge de 102 ans. Sa fille Patricia Coquatrix meurt le 7 janvier 2024 à  Marrakech à l'âge de 83 ans.

## Autres mandats
- Directeur du café-théâtre La Taverne (1970-1979)
- Président du Syndicat des établissements de music-hall et variétés (à partir de 1965)
- Président du conseil d'administration de l'ordre de l'Éducation artistique
- Membre de la Société des auteurs, compositeurs et éditeurs de musique
- Membre de la Société des auteurs et compositeurs dramatiques
- Trésorier du Comité du Cœur

## Hommage

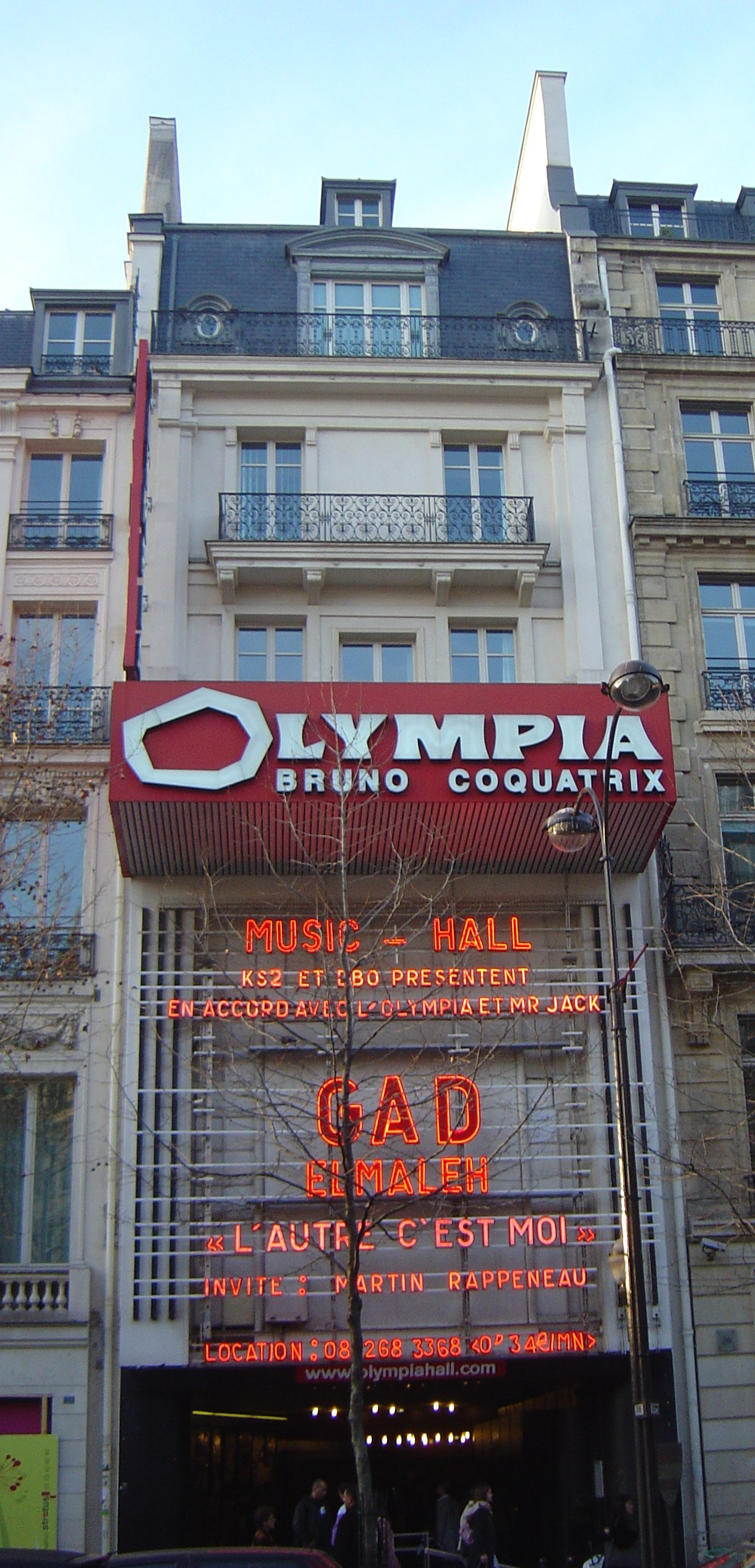
La façade de l'Olympia.

Le 30 novembre 2010 une rue à son nom a été inaugurée dans le 9e arrondissement de Paris par Bertrand Delanoë en présence des membres de sa famille. Elle se situe tout près de l'Olympia.
Dans La Rose et le Glaive, un album d'Astérix publié en 1991, le nom de Brunocoquatrix est évidemment donné en raison de son suffixe (« gaulois » pour la B.D.) au personnage qui organise des spectacles à Lutèce. Il s'agit d'un hommage, tardif mais appuyé, aux responsabilités artistiques de Bruno Coquatrix.

## Opérettes
- 1946 : La Bonne Hôtesse, opérette de Jean-Jacques Vital et Serge Veber, musique de Bruno Coquatrix, mise en scène Fred Pasquali, Alhambra
- 1947 : Le Maharadjah, opérette de Jean-Jacques Vital et Serge Veber, musique de Bruno Coquatrix, mise en scène Fred Pasquali, Alhambra
- 1950 : M’sieur Nanar, opérette de Jean-Jacques Vital, Pierre Ferrari et André Hornez, musique de Bruno Coquatrix, mise en scène Fred Pasquali, Théâtre de l'Étoile

## Témoignage
- Il a été le témoin de mariage d'Henri Betti en 1949 et d'André Hornez en 1963. Ils étaient tous les deux les auteurs de la chanson C'est si bon.
- En 1976 il est interviewé dans le film documentaire Chantons sous l'Occupation d'André Halimi.
- En 1978 il apparaît dans son propre rôle dans le film Robert et Robert de Claude Lelouch.

## Au cinéma
- 2007 : La Môme d'Olivier Dahan, par l'acteur Jean-Paul Muel
- 2012 : Cloclo  de Florent Emilio-Siri, par l'acteur Vincent Nemeth
- 2017 : Dalida de Lisa Azuelos, par l'acteur Patrick Timsit

## Décorations
France
- Chevalier de la Légion d'honneur (1952)[15].
- Chevalier de l'ordre des Palmes académiques[réf. souhaitée]
- Chevalier de l'ordre du Mérite social[réf. souhaitée]

Monaco
- Chevalier de l'ordre du Mérite culturel[réf. souhaitée]

## Sources bibliographiques
- Notice biographique de Bruno Coquatrix in Who's who in France, éditions Jacques Lafitte, 12e édition 1975-1976, p. 472